# Ясьонувка (Монецький повіт)
Ясьонувка (пол. Jasionówka) — село в Польщі, у гміні Ясьонувка Монецького повіту Підляського воєводства.
Населення — 805 осіб (2011).
У 1975-1998 роках село належало до Білостоцького воєводства.

## Демографія
Демографічна структура станом на 31 березня 2011 року:
|          | Загалом | Допрацездатний вік | Працездатний вік | Постпрацездатний вік |
| -------- | ------- | ------------------ | ---------------- | -------------------- |
| Чоловіки | 381     | 78                 | 263              | 40                   |
| Жінки    | 424     | 80                 | 252              | 92                   |
| Разом    | 805     | 158                | 515              | 132                  |